# 卢瓦尔河畔沙洛讷
卢瓦尔河畔沙洛讷（法語：Chalonnes-sur-Loire，法語發音：[ʃalɔn syʁ lwaʁ] ⓘ）是法国曼恩-卢瓦尔省的一个市镇，位于该省中西部，卢瓦尔河左岸，属于昂热区。

## 地理
卢瓦尔河畔沙洛讷（47°21'2"N, 0°45'50"W）面积38.56 平方千米，位于法国卢瓦尔河地区大区曼恩-卢瓦尔省，该省份为法国西部内陆省份，大致对应安茹地区，北起顺时针与马耶讷省、萨尔特省、安德尔-卢瓦尔省、维埃纳省、德塞夫勒省、旺代省、大西洋卢瓦尔省和伊勒-维莱讷省接壤。
与卢瓦尔河畔沙洛讷接壤的市镇（或旧市镇、城区）包括：莱永河畔绍德丰、卢瓦尔河畔莫日、拉波索尼耶尔、卢瓦尔河畔罗什福尔、卢瓦尔河畔圣乔治、圣日耳曼德普雷。

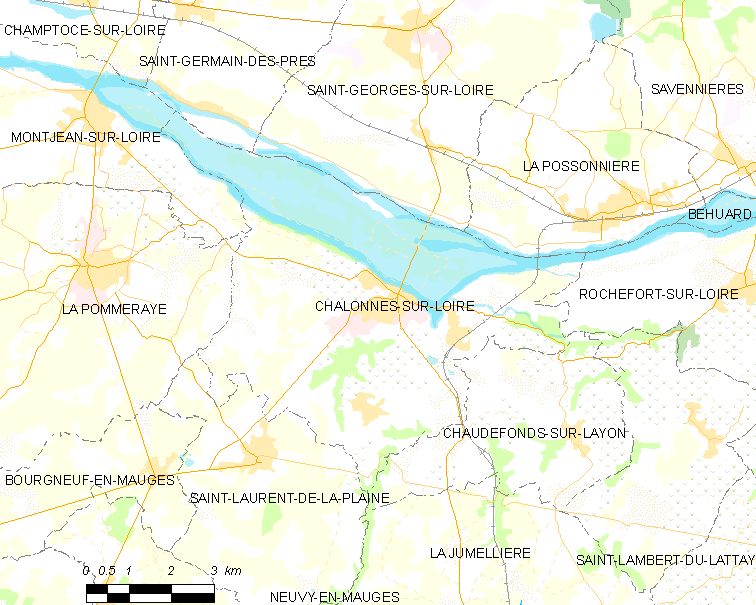
卢瓦尔河畔沙洛讷的OSM定位图

卢瓦尔河畔沙洛讷的时区为UTC+01:00、UTC+02:00（夏令时）。

## 行政
卢瓦尔河畔沙洛讷的邮政编码为49290，INSEE市镇编码为49063。

## 政治
卢瓦尔河畔沙洛讷所属的省级选区为卢瓦尔河畔沙洛讷县。

## 人口

1962-2008年间卢瓦尔河畔沙洛讷人口变化图示

卢瓦尔河畔沙洛讷于2022年1月1日时的人口数量为6541人。

## 友好城市
德国 泰克伦堡